# Alfonso Gómez Paz
Alfonso Gómez Paz (Vilaseca, Tarragona, 21 de agosto de 1972) es un exjugador de baloncesto español. Con 1,92 metros de altura, jugaba en la posición de escolta.

## Clubes
- Grupo IFA (1989)
- Joventut Badalona (1989-1993)
- CB Tarragona (1993-1997)
- Lleida Bàsquet (1997-1998)

## Personal
Padre del también jugador de baloncesto hispano-islandés, Alfonso Birgir Gómez.
- Datos: Q104882493